# Xaychomphone
Xaychomphone (viết theo cách của Cục Thống kê Lào) hay Xaichomphon (viết theo cách của Cục Địa lý Quốc gia Lào) là một huyện (mueng) của tỉnh Borikhamxay. Huyện này giáp với huyện Viengthong cùng tỉnh ở phía Tây, giáp với Nghệ An ở phía Bắc, với Hà Tĩnh ở phía Đông, với huyện Nakai của Khammuane ở phía Nam và với huyện Hinboon (cũng của Khammuane) ở phía Tây Nam.